# People's Choice Awards 2001
La 27ª edizione dei People's Choice Awards, presentata da Kevin James, si è svolta allo Shrine Auditorium (Los Angeles) il 7 gennaio 2001 ed è stata trasmessa dalla CBS.
In seguito sono elencate le categorie. Il relativo vincitore è stato indicato in grassetto.

## Cinema

### Film preferito
- Il miglio verde (The Green Mile), regia di Frank Darabont
- Il patriota (The Patriot), regia di Roland Emmerich
- Il sapore della vittoria - Uniti si vince (Remember the Titans), regia di Boaz Yakin

### Film drammatico preferito
- Il miglio verde (The Green Mile), regia di Frank Darabont

### Film commedia preferito
- Ti presento i miei (Meet the Parents), regia di Jay Roach
- Scary Movie, regia di Keenen Ivory Wayans

### Attore cinematografico preferito
- Mel Gibson – Il patriota (The Patriot)
- Tom Hanks – Cast Away
- Denzel Washington – Il sapore della vittoria - Uniti si vince (Remember the Titans)

### Attrice cinematografica preferita
- Julia Roberts – Erin Brockovich - Forte come la verità (Erin Brockovich)
- Sandra Bullock – 28 giorni (28 Days)
- Meg Ryan – Avviso di chiamata (Hanging Up)

### Attore preferito in un film drammatico
- Mel Gibson – Il patriota (The Patriot)

### Attore preferito in un film commedia
- Jim Carrey – Il Grinch (Dr. Seuss' How the Grinch Stole Christmas)
- Eddie Murphy – La famiglia del professore matto (Nutty Professor II: The Klumps)
- Adam Sandler – Little Nicky - Un diavolo a Manhattan (Little Nicky)

## Televisione

### Serie televisiva drammatica preferita
- E.R. - Medici in prima linea (ER)
- Law & Order - Unità vittime speciali (Law & Order: Special Victims Unit)
- West Wing - Tutti gli uomini del Presidente (The West Wing)

### Serie televisiva commedia preferita
- Friends
- Frasier
- Tutti amano Raymond (Everybody Loves Raymond)

### Nuova serie televisiva drammatica preferita
- Dark Angel
- Boston Public
- Gideon's Crossing

### Nuova serie televisiva commedia preferita
- Ed
- Bette
- Geena Davis Show (The Geena Davis Show)

### Reality/competition show preferito
- Survivor
- Cops
- The Real World

### Attore televisivo preferito
- Drew Carey – The Drew Carey Show

### Attrice televisiva preferita
- Jennifer Aniston – Friends
- Jenna Elfman – Dharma & Greg
- Calista Flockhart – Ally McBeal

### Attore preferito in una nuova serie televisiva
- John Goodman – Normal, Ohio
- Thomas Cavanagh – Ed
- Michael Richards – The Michael Richards Show

### Attrice preferita in una nuova serie televisiva
- Bette Midler – Bette
- Jessica Alba – Dark Angel
- Geena Davis – Geena Davis Show (The Geena Davis Show)

## Musica

### Artista maschile preferito
- Garth Brooks
- Ricky Martin
- George Strait

### Artista femminile preferita
- Faith Hill

### Gruppo musicale preferito
- NSYNC
- Alabama
- Dixie Chicks